# Oscar Pistorius

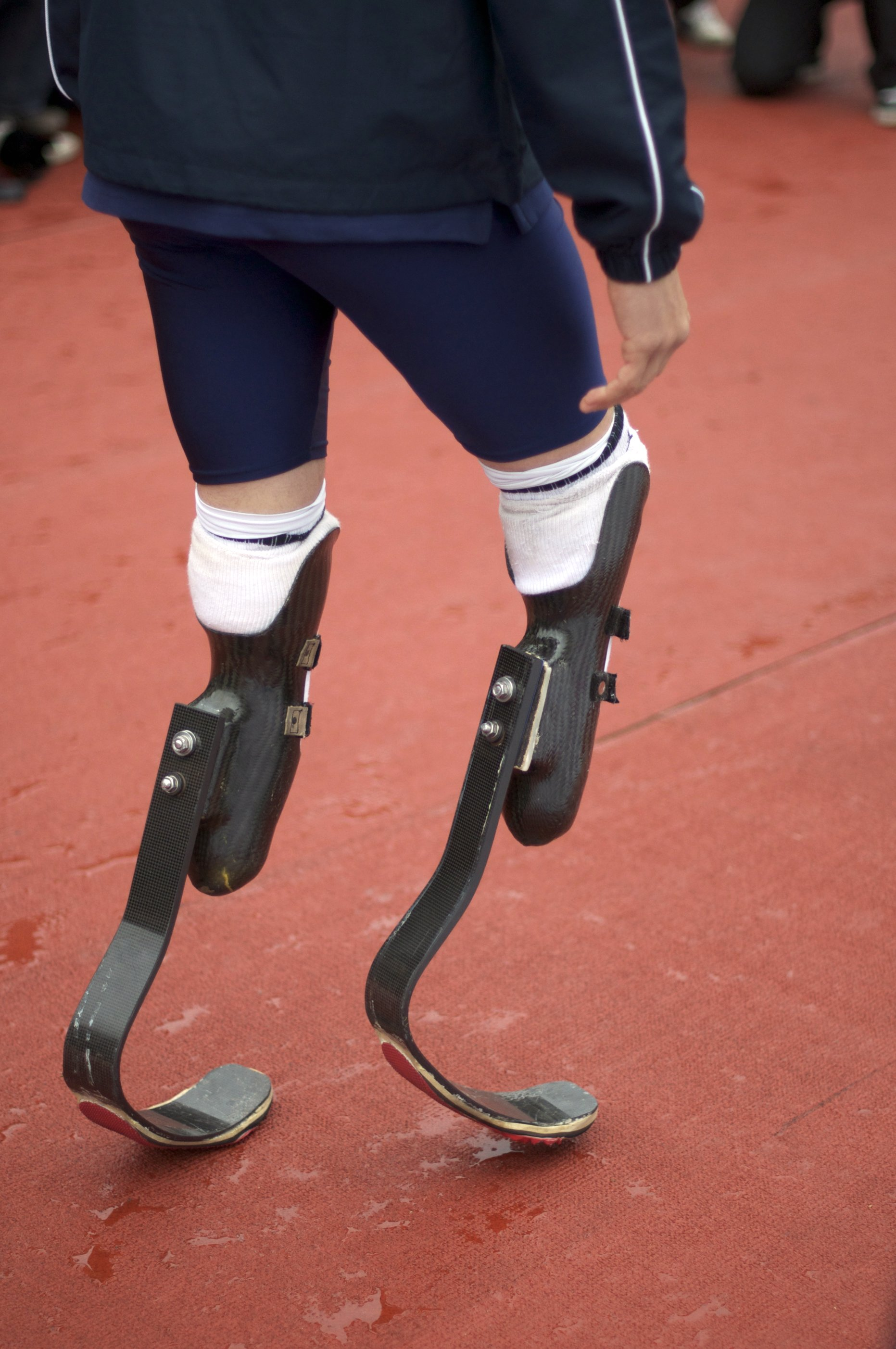
De kunstbenen van Oscar Pistorius

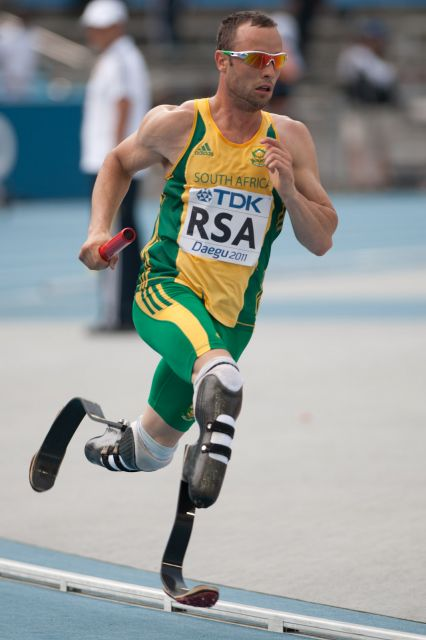
Oscar Pistorius op de 4 × 400 m tijdens de wereldkampioenschappen van 2011 in Daegu

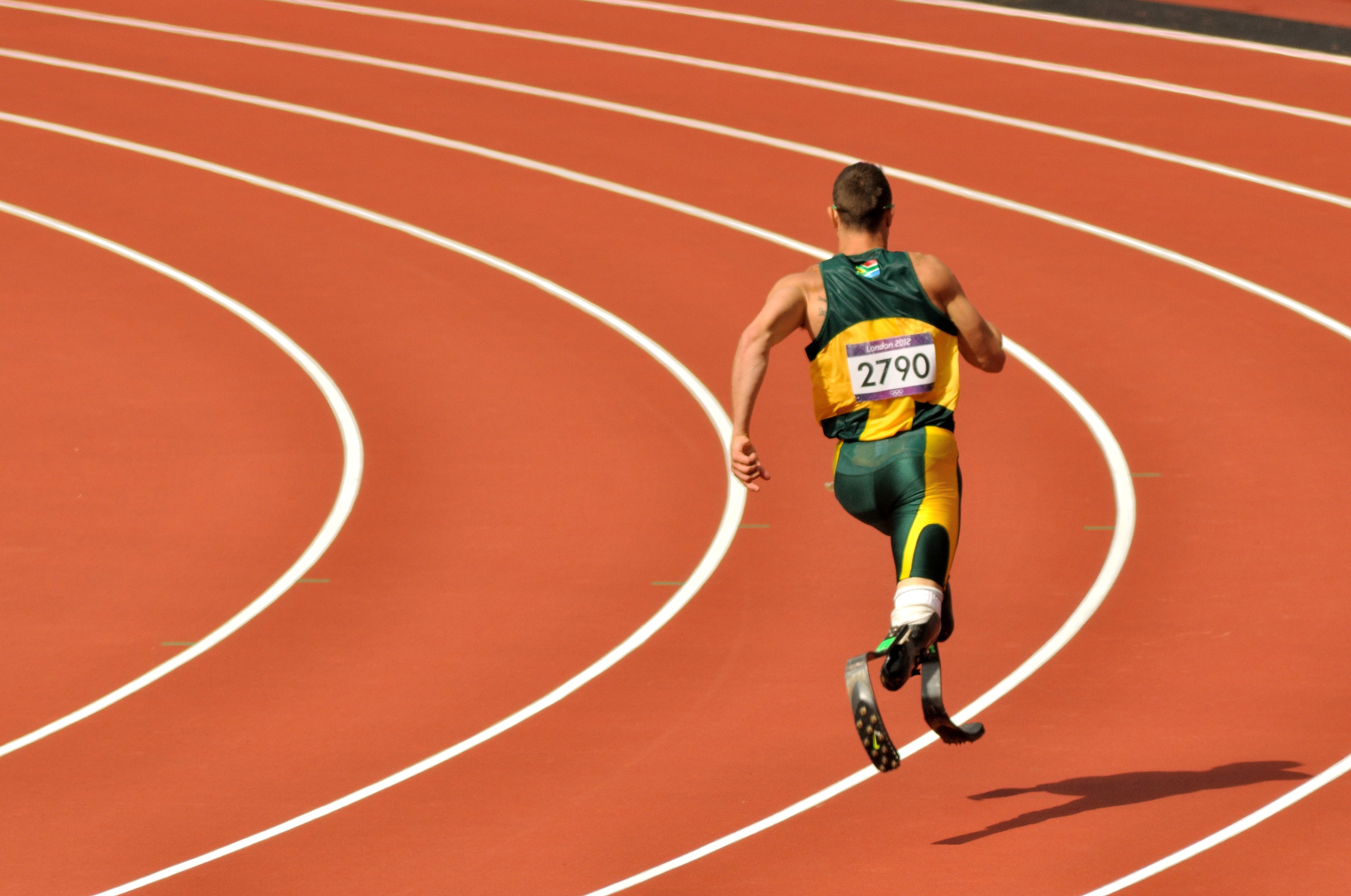
Oscar Pistorius tijdens de Olympische Zomerspelen 2012 in Londen

Oscar Leonard Carl (Oz) Pistorius (Sandton (Johannesburg), 22 november 1986) is een Zuid-Afrikaans hardloper, gespecialiseerd in de sprint en veroordeeld moordenaar. Hij is de dubbel geamputeerde wereldrecordhouder op de 100, 200 en 400 meter. Pistorius is bekend onder de bijnaam  'Blade Runner'  en  'de snelste man zonder benen' . Hij nam deel aan wedstrijden in de categorie T44 (enkelvoudige amputatie onder knie), maar is geclassificeerd in de T43 (dubbelvoudige amputatie onder de knie).
Pistorius werd op 24 november 2017 door het hooggerechtshof veroordeeld tot een gevangenisstraf van dertien jaar en vijf maanden voor het met vier kogels doodschieten van zijn vriendin Reeva Steenkamp op 14 februari 2013. Op 5 januari 2024 kwam Pistorius voorwaardelijk vrij.

## Handicap
Pistorius werd door een gendefect geboren zonder kuitbeen en met slechts twee vergroeide tenen. Op de leeftijd van elf maanden werden zijn onderbenen geamputeerd. Hij kan rennen met behulp van twee protheses van koolstofvezel, ontwikkeld door het IJslandse biotechnische bedrijf Össur.

## Sportieve prestaties

### Wereldkampioenschappen 2011
Pistorius plaatste zich tijdens een wedstrijd in het Italiaanse Lignano voor de WK atletiek in het Zuid-Koreaanse Daegu op de 400 meter. Hij is hiermee de eerste geamputeerde die mee mag doen aan de wereldkampioenschappen voor atleten zonder handicap. Tijdens dit toernooi wist hij de halve finales te bereiken. Bij dit toernooi nam hij ook deel aan de 4 × 400 m, hij mocht echter alleen als startloper meelopen door een door de IAAF ingestelde regel. De regel is ingesteld om gevaarlijke situaties te vermijden, de startlopers bij een 4 × 400 m moeten namelijk in hun banen blijven, waardoor de eerste wissel het geordendst verloopt. Daarop is besloten om Pistorius niet op te stellen voor de finale. Desondanks hield hij er wel een medaille aan over, omdat het Zuid-Afrikaanse team in de finale tweede werd en hij wel voor het team had gelopen in de reeksen. In deze reeksen werd tevens het nationaal record dat stond op 3.00,20 verbroken tot 2.59,21.

### Olympische Zomerspelen 2012
Aanvankelijk werd Pistorius door de bond niet geplaatst, maar uiteindelijk kreeg hij het voordeel van de twijfel en op 4 augustus 2012 eindigde hij in de series van de 400 m als tweede. Een dag later eindigde hij als laatste in zijn halve finale. Hij deed ook mee in het estafetteteam. Door een val van de tweede Keniaanse loper Vincent Mumo Kiilu was de tweede Zuid-Afrikaanse loper Ofentse Mogawane niet in staat om het stokje door te geven aan Oscar Pistorius, die de derde ronde moest lopen voor Zuid-Afrika. Na de wedstrijd heeft de jury besloten om Zuid-Afrika door te laten gaan naar de finale. In de finale werd het Zuid-Afrikaanse team achtste in 3.03,46.

## Proces doodschieten vriendin Reeva Steenkamp
Op 14 februari 2013 werd Pistorius gearresteerd op verdenking van moord, omdat hij eerder die dag door de deur van zijn toilet vier schoten had afgevuurd, waardoor zijn daarin aanwezige vriendin, fotomodel Reeva Steenkamp, getroffen werd en kort daarop overleed.
Pistorius vuurde vier kogels af van het type Black Talon, drie daarvan raakten Steenkamp. Volgens Pistorius ging het om een ongeluk; hij verklaarde dat hij dacht dat hij een inbreker neerschoot. Hij zou in paniek geraakt zijn nadat hij geluiden in de badkamer hoorde.
Tijdens zijn hoorzitting op dinsdag 19 februari 2016 verklaarde Pistorius dat hij erg verliefd was op Steenkamp: "Ik had absoluut geen intentie om mijn vriendin te doden. Ik ben absoluut helemaal kapot door de dood van mijn geliefde Reeva." De openbare aanklager en de nabestaanden geloofden zijn verhaal niet. Getuigen verklaarden dat ze het koppel ruzie hoorden maken, waarna enkele pistoolschoten weerklonken. De openbare aanklager meende dat na de woordenwisseling de vriendin van Pistorius zich in het toilet zou hebben opgesloten en dat Pistorius door de deur zou hebben geschoten om haar te treffen. Voorts zou zijn daad niet uit een opwelling, maar met voorbedachten rade zijn uitgevoerd.
Op 22 februari 2013 besloot de rechtbank Pistorius op borgtocht vrij te laten. De borgsom bedroeg 1 miljoen rand, omgerekend 90.000 euro. Op 11 september 2014 werd Pistorius door rechter Thokolize Masipa vrijgesproken van moord, maar op 12 september schuldig bevonden aan dood door schuld. Masipa achtte de intentie om Steenkamp te doden niet bewezen, maar stelde dat Pistorius bewust en veel te gehaast handelde met buitensporig geweld toen hij op een deur schoot waar hij een inbreker achter vermoedde.
Op 21 oktober 2014 werd Pistorius veroordeeld tot een gevangenisstraf van vijf jaar voor doodslag. Daarnaast kreeg hij een voorwaardelijke straf van drie jaar voor verboden wapenbezit. Op 19 oktober 2015 werd hij vrijgelaten. Hij mocht de rest van zijn straf uitzitten onder vorm van huisarrest in een villa van zijn oom in Pretoria. Daarnaast was hij verplicht zich te onderwerpen aan psychotherapie en moest hij buiten het huis een taakstraf vervullen. Ook moest hij aan andere verplichtingen voldoen. Zo was het hem verboden deel te nemen aan atletiekwedstrijden totdat zijn gevangenisstraf van vijf jaar formeel voorbij zou zijn.
Aanklager Gerrie Nel ging in beroep tegen het vonnis met als eerste resultaat dat het gerechtshof van Bloemfontein op 3 december 2015 vonniste dat Pistorius alsnog voor moord moest terechtstaan. Op 6 juli 2016 werd hij in hoger beroep veroordeeld tot een gevangenisstraf van zes jaar. Het openbaar ministerie liet het hierbij niet zitten en ging in cassatie, aangezien in Zuid-Afrika op moord een minimumstraf staat van vijftien jaar. Op 24 november 2017 werd Pistorius door het hooggerechtshof veroordeeld tot dertien jaar en vijf maanden celstraf. Het hooggerechtshof erkende dat Pistorius voor moord minimaal vijftien jaar cel zou moeten krijgen, maar trok de twaalf maanden eraf die hij al in de gevangenis had doorgebracht, evenals de zeven maanden onder voorwaarden buiten de cel, waaronder huisarrest. Pistorius zelf was niet bij de uitspraak van het hooggerechtshof van Bloemfontein aanwezig.
Bijna elf jaar nadat hij zijn vriendin Reeva Steenkamp doodschoot, kwam Pistorius in januari 2024 voorwaardelijk vrij.

## Persoonlijke records
- 100 m: 10,91 s (wereldrecord T43, 4 april 2007)
- 200 m: 21,58 s (wereldrecord T43, 5 april 2007)
- 400 m: 45,07 s (Lignano, 20 juli 2011)

## Palmares

### 100 m
Categorie T44
- 2004:  USA Endeavor Spelen - 11,62 s
- 2004:  Paralympische Spelen - 11,16 s
- 2005:  Paralympic World Cup - 11,23 s
- 2006:  WK - 11,32 s
- 2007:  Nedbank kamp. - 10,91 s
- 2008:  Open NK - 11,48 s
- 2008:  Sportfest - 11,42 s
- 2008:  Paralympische Spelen - 11,17 s

### 200 m
Categorie T44
- 2004:  USA Endeavor Spelen - 22,71 s
- 2004:  Paralympische Spelen - 21,97 s
- 2005:  Paralympic World Cup - 22,01 s
- 2006:  WK - 21,80 s
- 2007:  Nedbank kamp. - 21,58 s
- 2008:  Open NK - 22,04 s
- 2008:  Open Duitse kamp. - 21,77 s
- 2008:  Paralympische Spelen - 21,67 s
- 2012:  Paralympische Spelen

### 400 m
Categorie T44
- 2006:  WK voor gehandicapten - 49,42 s
- 2007:  Zuid-Afrikaanse kamp. - 46,56 s
- 2008:  Open NK - 47,92
- 2008:  Paralympische Spelen - 47,49 s

Senioren
- 2008: 6e Golden Gala - 46,62 s
- 2011: 8e Prefontaine Classic - 46,33 s
- 2011: 6e Adidas Grand Prix - 45,69 s
- 2011:  Memorial Van Damme – 45,46 s
- 2011: 8e in ½ fin. WK - 46,19 s
- 2012:  Afrikaanse kamp. - 45,52 s
- 2012: 8e in ½ fin. OS - 46,54 s

### 4 × 400 m
Senioren
- 2011:  WK - 2.59,87*
- 2012:  Afrikaanse kamp.
- 2012: 7e OS - 3.03,46

*Alleen in de series gelopen (in 2.59,21)